# 高垣麗子
高垣 麗子（たかがき れいこ、1979年10月11日 - ）は、日本のファッションモデル、女優。イデア所属。
東京都中野区野方で生まれ育った。中野区立沼袋小学校（閉校）、相模女子大学高等部卒業。

## 略歴
15歳（中学3年生）の頃に青山でスカウトされる。「アイスでも食べながら話でもしましょう」と誘いを受け、当時アイスをおごって貰うのは非常に魅力に感じたという。同時期に初めてのオーディションで受かりCM出演した。
1995年、「プチセブン」の専属モデルでデビュー。その後「JJ」の専属モデルとなり「MORE」「Style」「CLASSY.」「ef」「Luci」などのファッション誌にも出演。
2006年、北川悦吏子脚本・初監督のネットムービー『10minute diary』で主演を飾る。
2008年2月号より「AneCan」の専属モデルとなる。同い年で、既に『CanCam』でトップモデルとなっていた蛯原友里、押切もえと並んでトップ3と称される看板モデルとなった。三人で表紙を飾った号もある。
2010年3月31日、元スピードスケート選手の清水宏保と結婚したが、2011年12月19日に離婚。
2015年3月27日、音楽プロデューサーの森田昌典（Studio Apartment）と再婚。
2016年6月7日発売の「AneCan」2016年7月号で専属モデルを卒業。
2017年3月1日、第1子妊娠を報告。7月27日に第1子女児を出産し、7月30日に出産を報告。
2018年3月9日、夫の森田昌典が金を密輸しようとした疑いなどで警視庁に逮捕されたことを受け、事務所を通じて謝罪コメントを発表した。6月29日、森田に懲役1年・執行猶予3年・金塊没収の判決。8月29日、森田との離婚を発表。

## 人物
- 趣味・特技：食好きが高じ、2020年に発酵食品マイスターと発酵食健康アドバイザーの資格を取得[17]。写真を撮るのとコーヒーが好きである[5][18][19]。
- 嗜好：和食が好み。ナチュラル思考で、身につけるもの、口にするものは農薬を使用していない自然のものを好む[20]。

### 家族
- さくら、ぽてこという名前の犬2匹と暮らしている[21][22]。
- 3人兄妹の長女（弟と妹がいる）[17][23]。
- 母は高垣を含めた子供3人と、柴犬を一人で育てていたため頭が上がらない[24]。子育ては母に手伝ってもらうことが多く、感謝しているという[5]。
- 母、母方の祖父が長崎県大村市出身[17][25][26][27]。祖父母は八王子市で暮らしていた[28]。現在も母方の親戚が大村市[29]や、八王子市[30]に住んでおり、時折現地を訪れている。

### 交友関係
- 漫画家の青木琴美やフリーアナウンサーの小川りかこ、スタイリストの柴山美香とは「同級生の会」（通っていた学校は異なる)として一緒に会食する仲である[31]。青木の作品展のトークイベントにも参加していた[32]。
- 白石美帆、Atsushiなど料理に関心がある友人を交えて20代から長い付き合いをしており、それぞれの誕生日を祝ったりイベントを開催している[33][34][35]。
- モデルの畑野ひろ子と仲が良い[36][37]。

### エピソード
- 1歳の頃にCMのスカウトを受けたことがある[38]。
- 中学3年生でスカウトされた頃には両親が離婚していて、高垣自身も家計を支えたいという気持ちがあり、母を楽にしてあげられると嬉しく思ったという[39]。
- 元々とても人見知りで引っ込み思案な、クラスでも大人しい子であった。写真に撮られることが恥ずかしくて苦手で、引っ込み思案な自分を変えたいという気持ちもあり、モデルの仕事に挑戦した[40]。
- 母方の実家には代々伝わる大村寿司用の木枠があり、祝い事の時には必ず食べる[17][41]。
- 朝は6時に起きて、深夜1時に寝ている[5]。

## 出演

### テレビドラマ
- ナオミ（1999年、フジテレビ）
- 新・お水の花道 （2001年、フジテレビ）

### その他テレビ番組
- 三井製糖スペシャル 食が育む絆と心 〜沖縄・台湾1000キロの旅〜（2012年1月22日、RKB毎日放送）

### CM
- 富士通『オアシスLX3000プラス』（1995年）※ 舘ひろしと共演
- 旭光学『ペンタックス ESPIO』（1996年）
- カルビー『ア・ラ・ポテト』（1996年）
- ロッテ『ヨーグルト100』（1996年）
- ライオン『スーパートップ』（1998年）※ 三田佳子と共演
- 武田薬品工業『クリア』（1998年 - 2003年）
- ろうきん（2003年 - ）
- au関西（2004年）
- カネボウフーズ『カラフルル』（2004年 - 2005年）
- MORE（2007年）
- ウッドワン（2007年）
- 片岡物産『辻利久 抹茶ミルク』（2008年）
- 日清食品『カップヌードルライト』（2010年）
- KDDI『Karada Manager』（きれいのカギは「岩崎さん」篇、2011年）
- 興和『デュアタイムコーワ』 （2011年）
- キリンビバレッジ『メッツコーラ』（2012年）
- 花王『ビオレふくだけコットンうるおいリッチ』（うるおいリッチ完成 篇、2013年8月 - 2014年）※ 森絵梨佳と共演

### 雑誌
- プチセブン（1995年、小学館）専属モデル
- JJ（1999年 - 2003年、光文社）専属モデル
- MORE（集英社）
- Style（講談社）
- CLASSY（光文社）
- ef（主婦の友社）
- Luci（扶桑社）
- Marisol（集英社）
- AneCan（2008年2月号 - 2016年7月号[10]、小学館）専属モデル
- 別冊ルアール（通販マガジン）
- 美的GRAND（2018年9月号 - 2022年、小学館)[42]
- STORY（2019年9月号 - 、光文社）

### CDジャケット
- 冬ボッサ

2009年11月4日発売 レーベル：ワーナーミュージック・ジャパン 規格品番JAN：49436740951
- C-love FRAGRANCE Glamorous Suite

2010年10月13日発売　レーベル：アーティマージュ　規格品番AN：4582251810677
「女性なら誰でも憧れる上品な美しさと、抜群のプロポーションが作品のイメージにピッタリだったため」ジャケットに起用された。

### Web
- 高垣麗子インタビュー モッテコ書店 （2009年12月2日）

### DVD
- Reiko（2008年10月24日、リバプール）

### 書籍
- くいしんぼ。：モデル・高垣麗子の暮らしのレシピ(小学館セレクトムック)（2013年10月3日、小学館）ISBN 978-4-09-103636-0
- わたしの好きのかたち（2023年9月21日、光文社）ISBN 978-4-33-410060-5